# Friday!
Friday! (ros. Пятница!) – rosyjski kanał telewizyjny, należący do Gazprom-Media. W obecnej postaci funkcjonuje od 2013 roku.